# Kiskutas, Zala
Kiskutas  este un sat în districtul Zalaegerszeg, județul Zala, Ungaria, având o populație de 191 de locuitori (2011). 

## Demografie
Componența etnică a satului Kiskutas
     Maghiari (100%)
Componența confesională a satului Kiskutas
     Romano-catolici (70,16%)
     Fără religie (7,85%)
     Reformați (4,19%)
     Luterani (2,62%)
     Necunoscută (15,18%)
Conform recensământului din 2011, satul Kiskutas avea 191 de locuitori. Din punct de vedere etnic, majoritatea locuitorilor (100,0%) erau maghiari.  Din punct de vedere confesional, majoritatea locuitorilor (70,16%) erau romano-catolici, existând și minorități de persoane fără religie (7,85%), reformați (4,19%) și luterani (2,62%). Pentru 15,18% din locuitori nu este cunoscută apartenența confesională.